# 蒋家村 (章丘市)
蒋家村，中华人民共和国山东省济南市章丘市高官寨镇所辖的一个行政村。全行政村人口145户、541人(2005年)。耕地面积1338亩(2005年)。行政区划代码370181114250。